# Нова вас при Јелшанах
Нова вас при Јелшанах (словен. Nova vas pri Jelšanah, итал. Villanova d’Elsane) је насељено место у општини Илирска Бистрица, Приморско-нотрањске регије, Словенија.

## Историја
До територијалне реорганизације у Словенији била је у саставу старе општине Илирска Бистрица.

## Становништво
У попису становништва из 2011. године, Нова вас при Јелшанах је имала 10 становника.
| Број становника према пописима | Број становника према пописима | Број становника према пописима |
| ------------------------------ | ------------------------------ | ------------------------------ |
| 1991                           | 2002                           | 2011                           |
| 10                             | 15                             | 10                             |

Напомена: До 1953 исказивано под именом Нова вас.